# Tomáš Stráský
Tomáš Stráský (15 aprile 1987) è un ex calciatore ceco, di ruolo attaccante.